# St. Nikolaus (Kirchhalling)

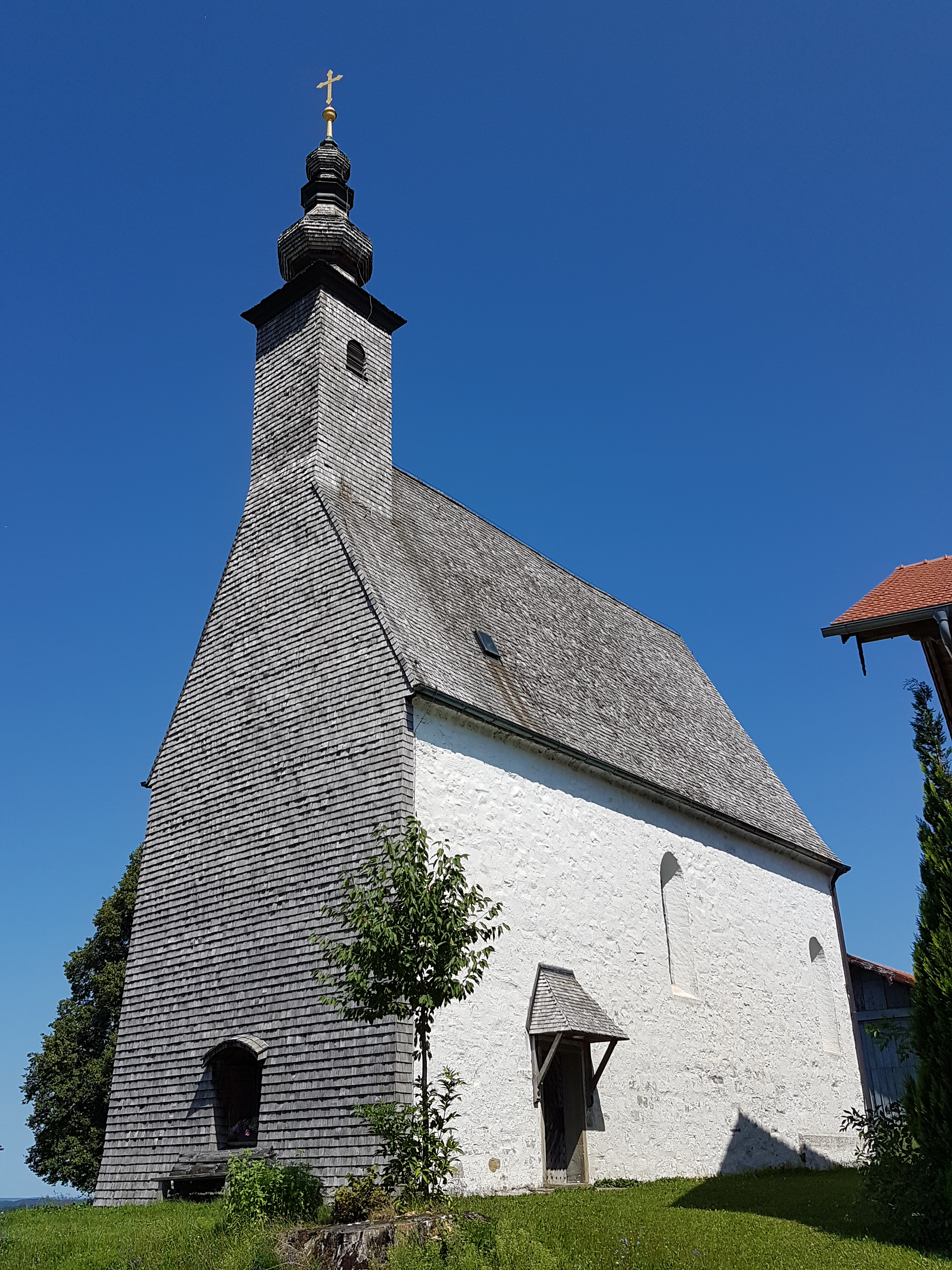
St. Nikolaus in Kirchhalling

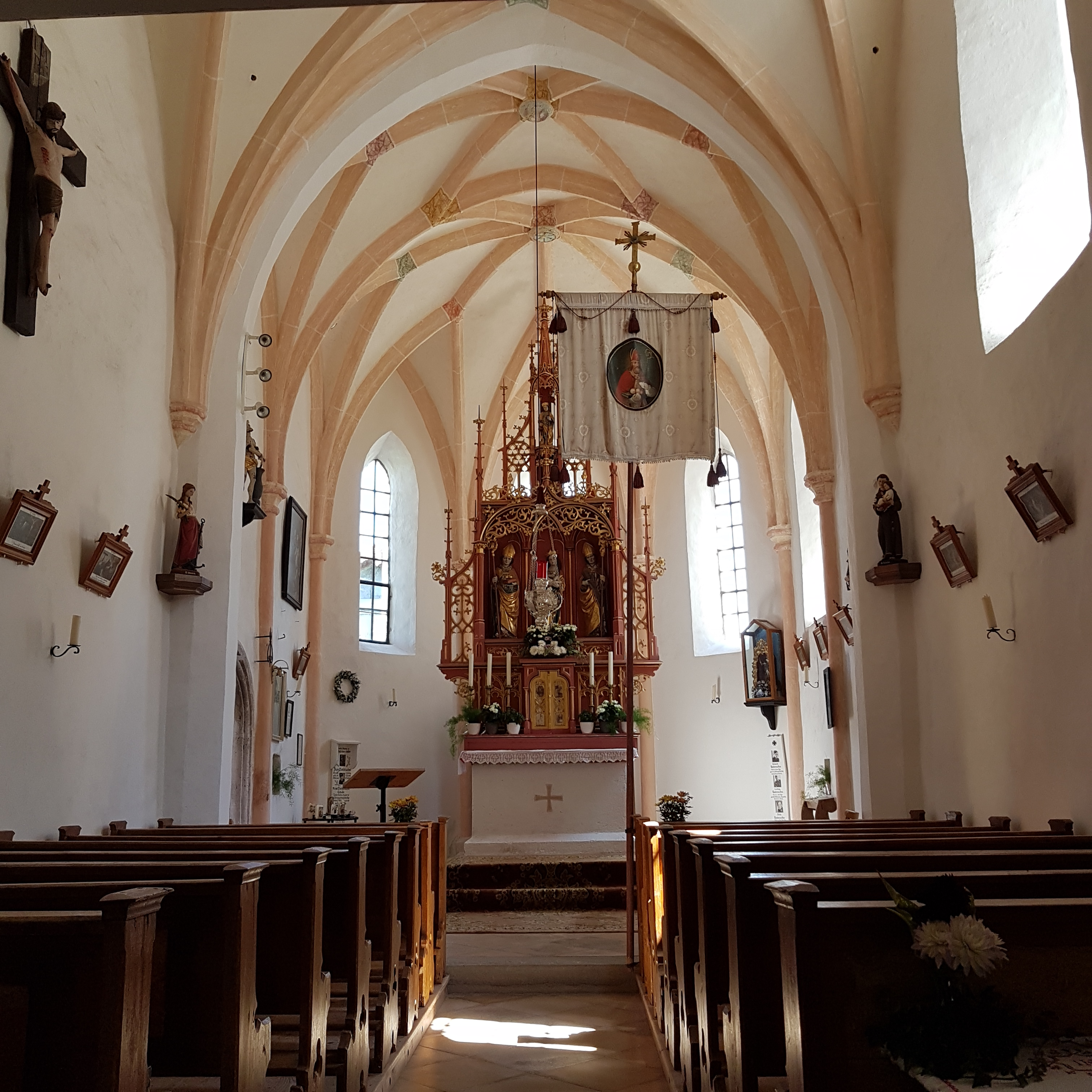
Innenraum

Die römisch-katholische Filialkirche St. Nikolaus steht in Kirchhalling, einem Gemeindeteil von Wonneberg im oberbayerischen Landkreis Traunstein. Das Bauwerk ist in der Liste der Baudenkmäler in Wonneberg als Baudenkmal unter der Nr. D-1-89-165-9 eingetragen. Die Kirche gehört zum Dekanat Traunstein im Erzbistum München und Freising. 

## Beschreibung
Die spätgotische Saalkirche wurde im 15. Jahrhundert erbaut. Sie besteht aus dem Langhaus zu zwei Jochen, dem dreiseitig geschlossenen Chor im Osten und der Sakristei an der Nordwand des Chors. Über dem Giebel der Fassade im Westen erhebt sich ein Giebelreiter mit einer barocken Welschen Haube.
Die Innenräume von Langhaus und Chor sind mit Netzgewölben überspannt. Die Sakristei hat ein Kreuzrippengewölbe.